# Silkeborg-Voel KFUM
Silkeborg-Voel KFUM er en håndboldklub fra Silkeborg og Voel. Klubben spiller sine hjemmekampe i Voelhallen i Voel og i Jysk Arena i Silkeborg. Klubbens damehold spiller i 2022/2023-sæsonen i Damehåndboldligaen og deres hjemmebane er Jysk Arena, Silkeborg. Klubbens cheftræner har siden 2023 været Peter Schilling Laursen.

## Klubbens historie
I 1957 sker de første håndboldaktiviteter, i det flere unge fra KFUM- og KFUK-klubberne i landsbyerne Sorring, Gjern og Voel begynder at spille håndbold på en mark om sommeren. Herefter
får klubben i 1967 tildelt en times haltid i Kjellerup Hallen fredag kl. 23-24.
Klubben vokser sig efterfølgende større med højere medlemstal og tilmeldes samme år JHF turneringen, hvor man spiller i seriehåndboldrækkerne. I begyndelsen deltog man i KFUM’s turnering med hjemmebane i Bellevue Hallen og Viby Hallen i Aarhus.
Klubben var i stor udvikling og havde i 1967 12 hold repræsenteret på tværs af flere årgange. Til trods for den store fremgang, foregik holdenes træninger i flere primitive og beskedne forhold, som f.eks. Voel Skole og nogle ungdomshold, der trænede i en griseauktionshal i Hammel til duften af svin. Omend det, vandt klubbens herreseniorhold serie 4 i JHF og begynder opstigningen mod ligaen. De efterfølgende år vinder herreholdet også flere medaljer ved KFUM-forbundsmesterskaberne. I 1975 deltager herreholdet sågar i EM for KFUM-klubhold i Kalmar, Sverige og bliver nummer tre. I 1978 bliver Fårvang Hallen bygget og klubben kan dermed samle sine nu 20 hold. Blot tre år senere indvies Voel-Hallen, der lige siden har klubbens hjemmebane. Samme år viser også kvinderne sig frem for første gang, i det man rykker op i serie 1 i 1981. Syv år senere, i 1988, spiller herreholdet sig op i Danmarksserien og avancerer efter tre år til 3. division. Året efter i 1992, gør kvinderne kunsten efter og oprykker ligeledes til 3. division. Op igennem 90'erne oprykker både kvinde- og herreholdet til 2. division og 1. division og bliver herefter en fast del af tophåndbolden i Danmark.
I 2001 vælger klubben at indgå en 5-årig sponsoraftale med Jyske Bank, og samtidig ændrer man navn til det nuværende Silkeborg-Voel KFUM. I 2003 sker kulminationen i klubben. Herreholdet oprykker til landets bedste håndboldrække, Herrehåndboldligaen. Efter blot to sæsoner i ligaen fusioneres herreholdet med Bjerringbro FH, der danner Bjerringbro-Silkeborg-Voel KFUM (BSV).
Siden har klubbens kvindehold været omdrejningspunktet. I 2011 oprykkede de til Damehåndboldligaen. Efter blot en enkelt sæson rykkede holdet dog ned, men de var allerede tilbage to år efter. I 2014/15-sæsonen overrasker holdet stort og spiller sig i slutspillet som nummer 5 i grundspillet med 25 point. Det var på trods af små budgetter og uden store profiler på holdkortet. Alligevel udvikler klubben flere kommende landsholdsprofiler som Anne Cecilie la Cour, Simone Böhme og Jette Hansen. Resultatet giver også klubben deres første plads i EHF Cuppen, hvor de når 1/8-finalerne i sæsonen 2015/16. I sæsonen 2016-2017 var Silkeborg Voel KFUM Danmarks største håndboldklub målt på antal medlemmer med 796.
I samme sæson spiller de sig igen i slutspillet. De har nu fået hentet flere stjerneprofiler som Trine Troelsen, Sofie Bæk Andersen og Stine Skogrand. Holdet når ikke DM-semifinalerne de næste mange år, men fastholder sin position som etableret slutspilshold, med undtagelse fra 2018/19-sæsonen, hvor det bliver til en 9. plads.
I efteråret 2022 røg klubben ind i økonomiske problemer og en truende konkurs. I september valgte adm. direktør Carlo de Silva at stoppe i klubben på baggrund af klubbens udfordringer med Covid-19's eftervirkninger for klubbens forrige regnskabsår. Dermed skulle klubben indsamle 5,2 millioner for at overleve. I midten af oktober samme år lykkedes det at få indsamlet pengene for at kunne fortsætte som ligahold.
I december 2022 lykkedes det holdet at spille sig i klubbens første Final 4-turnering i DHF's Landspokalturnering, efter hele syv tabte kvartfinaler i træk. Det gjorde man med en sejr over Aarhus United på hjemmebane med cifrene 27–26.

## Arena
- Arena: JYSK Arena
- By: Silkeborg, Voel
- Kapacitet: 2.500
- Adresse: Ansvej 114, 8600 Silkeborg

## Spillere i sæsonen 2025/26
| Nr. | Navn                  | Nationalitet   | Fødselsdato                | Position     |
| --- | --------------------- | -------------- | -------------------------- | ------------ |
| 2   | Boline Laursen        | Danmark        | 13. september 2005 (19 år) | Stregspiller |
| 3   | Isabella Poulsen      | Danmark        | 25. marts 2003 (22 år)     | Højre back   |
| 4   | Maria Holm            | Danmark        | 17. oktober 2001 (23 år)   | Højre back   |
| 7   | Maja Laursen          | Danmark        | 24. april 2002 (23 år)     | Venstre fløj |
| 11  | Sara Madsen           | Danmark        | 1. august 2000 (24 år)     | Højre back   |
| 13  | Heidi Warren          | Storbritannien | 14. april 2005 (20 år)     | Stregspiller |
| 14  | Mai Kragballe         | Danmark        | 15. december 1997 (27 år)  | Playmaker    |
| 16  | Anna Veng Kristensen  | Danmark        | 1. januar 2000 (25 år)     | Målvogter    |
| 18  | Natasja Andreasen     | Danmark        | 31. oktober 2000 (24 år)   | Playmaker    |
| 19  | Laura Galle           | Danmark        | 4. juli 2004 (21 år)       | Højre fløj   |
| 21  | Maja Edling Lauritsen | Danmark        | 21. maj 2001 (24 år)       | Venstre fløj |
| 22  | Stine Bonde           | Danmark        | 2. juni 1988 (37 år)       | Målvogter    |
| 23  | Thilde Frandsen       | Danmark        | 24. oktober 2002 (22 år)   | Højre fløj   |
| 31  | Andrea West Bendtsen  | Danmark        | 9. juni 1999 (26 år)       | Venstre back |
| 33  | Alberte Simonsen      | Danmark        | 8. november 1999 (25 år)   | Stregspiller |
| 50  | Signe Stenderup       | Danmark        | 24. november 2005 (19 år)  | Målvogter    |

## Tidligere spillere
| - Sofie Bæk Andersen (2015-2023) - Trine Troelsen (2015-2017) - Anne Cecilie la Cour (2013-2015) - Jette Hansen (2009-2012, 2014-2015, 2016-2018) - Anna Sophie Okkels (2017-2018) - Louise Lyksborg (2016-2019) - Stephanie Andersen (2012-2014, 2016-2019) - Mathilde Bjerregaard (2015-2017) - Andrea West Bendtsen (2016-2019) - Freja Cohrt (2015-2017) - Rikke Iversen (2014-2020) - Ann Grete Nørgaard (2021-2022) - Lea Hansen (2017-2022) - Helene Kindberg (2018-2023) | - Louise Ellebæk (2018-2022) - Julie Jensen (2020-2022) - Camilla Maibom (2014-2016) - Annika Jakobsen (2020-2023) - Susan Thorsgaard (2006-2008) - Daniella Dragojevic (2013-2014, 2015-2017) - Simone Böhme (2012-2015) - Stine Skogrand (2016-2018) - Hanna Bredal Oftedal (2019) - Eira Aune (2020-2023) - Sara Keçeci (2014-2016) - Susann Müller (2018-2019) - Michaela Ek (2014-2015) - Filippa Idéhn (2018-2019) (2021-2023) |